# Виолардо, Джакомо
Джакомо Виолардо (итал. Giacomo Violardo; 10 мая 1898, Говоне, королевство Италия — 17 марта 1978, Ватикан) — итальянский куриальный кардинал. Заместитель Секретаря Верховного Трибунала Апостольской Сигнатуры с 24 июля 1954 по 26 января 1965. Секретарь Папской Комиссии по аутентичной интерпретации Кодекса канонического права с 2 апреля 1962 по 26 января 1965. Секретарь Священной Конгрегации Дисциплины Таинств с 26 января 1965 по 28 апреля 1969. Титулярный архиепископ Сатафи с 19 февраля 1966 по 28 апреля 1969. Патрон Суверенного военного гостеприимного ордена Святого Иоанна, Иерусалима, Родоса и Мальты с 3 июля 1969 по 17 марта 1978. Кардинал-дьякон с титулярной диаконией Сант-Эустакьо с 28 апреля 1969.